# Символи префектури Ніїґата

## Символи префектури
|         |  |  |        |  |  |             |  |  |
| Емблема |  |  | Прапор |  |  | Знак-символ |  |  |

- Емблема префектури

Емблема префектури Ніїґата — колоподібна монограма імені префектури. У її верхній частині розміщено скорописний варіант ієрогліфа 新 (нії), а по боках — два знаки японської абетки катакана — ガ (ґа) і タ (та). Коло символізує гармонію та надію на рівномірний розвиток префектури. Емблема затверджена 23 серпня 1963 року префектурною постановою. Інколи емблема префектури називається «префектурним гербом».
- Знак-символ префектури

Знак-символ префектури Ніїґата було затверджено 27 березня 1992 року . Він являє собою коло синього кольору, у нижній частині якої зображено трегребневу хвилю, що розширяється. Коло є уособленням Японського моря, природи, родючості та безмежних можливостей, а хвиля — образом Ніїґати, її оригінальності та подальшого розвитку. Цей знак символізує активність жителів префектури, які несуть свій досвід і традиції у світ.
- Прапор префектури

Прапор префектури Ніїґата — полотнище червоного кольору, співвідношення сторін якого дорівнює 2 до 3. У центрі розміщується емблема префектури золотого або білого кольору. Положення про прапор префектури Ніїґата було затверджено одночасно із затвердженням її емблеми.
- Дерево префектури

Японська снігова камелія (Camellia japonica decumbens) вважається деревом префектури Ніїґата з 27 серпня 1966 року. Це морозостійкий різновид камелії, поширений у гірських районах берегової смуги Японського моря. Вона зеленіє незважаючи на сніг і холод, символізуючи життєві сили та стійкість жителів префектури.
- Квітка префектури

Квітка-символ префектури Ніїґата — тюльпан. Їх почали вирощувати з 2-ї половини 19 століття. По сьогодні розведення тюльпанів є однією з основних галузей господарства префектури, яка залишається найбільшим всеяпонським виробником квітів цього виду. Тюльпан було затверджено квіткою префектури Ніїґата 23 серпня 1963 року.
- Птах префектури

Японський ібіс (Nipponia nippon) є птахом-символом префектури Ніїґата з 13 вересня 1965 року. Остання японська самиця цього виду померла у жовтні 2003 року, що загрожувало вимиранням усієї японської популяції ібісів. Проте ситуацію врятували дві самки, привезені з Китаю, на знак дружби між обома країнами. Наразі проводиться збільшення кількості японських ібісів штучним шляхом.